# Domenico Panetti
Domenico Panetti (1470 circa – prima del 1513) è stato un pittore italiano del periodo rinascimentale.

## Biografia

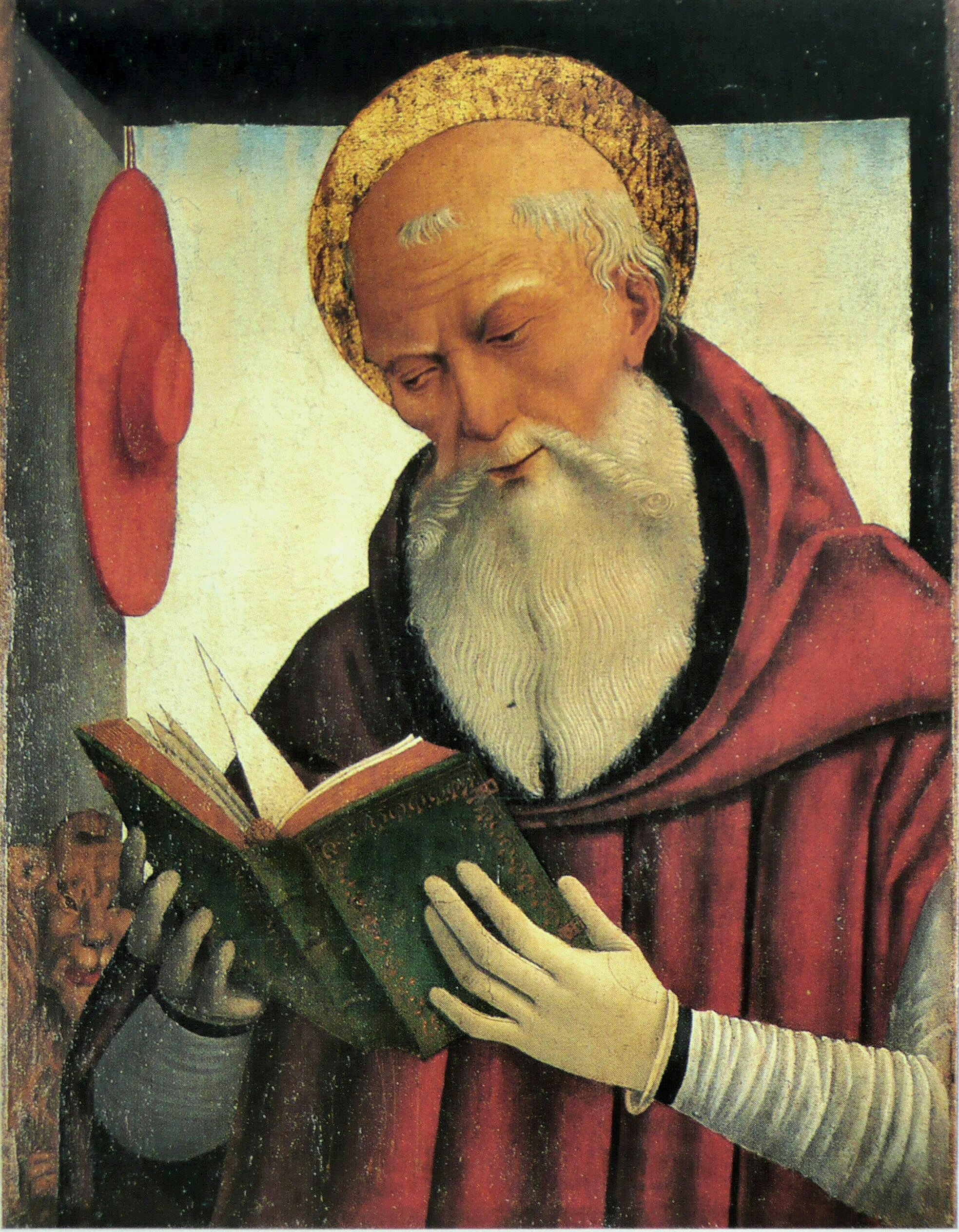
San Geronimo, Museo Jacquemart-André, Abbazia di Chaalis

La sua data di nascita, indicata dalle fonti intorno al 1460, è stata spostata in avanti di un decennio dalla critica più recente.
Fu attivo principalmente a Ferrara, dove dipinse una Deposizione dalla Croce per la chiesa di San Nicolò e una Visitazione per quella di San Francesco. Sembra ormai certa, sia pure in assenza di conferme documentarie, la sua presenza nella decorazione dell'Oratorio della Concezione di Ferrara, impresa realizzata tra il 1498 e il 1504 in cui sono coinvolti diversi artisti, tra cui Baldassarre d'Este e Boccaccio Boccaccino: al Panetti dovrebbe spettare la Pentecoste, ora alla Pinacoteca Nazionale di Ferrara. 
Nel museo della cattedrale di Ferrara è conservata una sua Madonna col Bambino firmata che è databile alla fine XV secolo, nel 2022 l'opera è stata oggetto di un restauro.
Per la chiesa di San Giobbe eseguì una Madonna in trono con Santi, firmato e datato 1503.
Oggi viene annoverato fra gli esponenti della cosiddetta scuola ferrarese, fiorita grazie al mecenatismo degli estensi.
Secondo il Vasari sarebbe stato il primo maestro del Garofalo.